# Solució Grega
La Solució grega (grec: grec: Ελληνική Λύση, Elliniki Lisi), és un partit polític grec fundat el 2016 per l'exparlamentari Kiriakos Velopoulos. És considerat un partit de dreta.

## Fundació
La Solució Grega fou fundada el 28 de juny de 2016 pel periodista i exmembre del Reagrupament Popular Ortodox, Kiriakos Velopoulos.

## Ideologia
Segons la pàgina web del partit, Solució Grega vol invertir principalment en el sector primari de l'economia i en geoestratègia. El partit s'oposa a l'Acord del Prespa i l'ús de la paraula "Macedònia" en el nom de la República veïna de Macedònia del Nord. La Solució Grega està a favor d'establir una Zona econòmica exclusiva i de l'explotació de la riquesa mineral de Grècia per la indústria pesant. També dona suport la reestructuració dels sistemes educatiu i de salut. Solució Grega dona suport a posicions favorables a l'Església ortodoxa grega.

## Política exterior
Solució Grega vol establir relacions amistoses amb la Xina i Rússia, i ha estat acusada de defensar posicions prorusses. El portaveu Vangelis Fanidis va aclarir les posicions de Solució Grega, declarant que: "anem amb l'interès de Grècia onsevulga - Rússia, Amèrica, Xina. Anem lògicament cap a la Rússia cristiana, però no és una cosa segura atesa l'aliança actual de Rússia amb Turquia."

## Resultats electorals

### Parlament hel·lènic
| Any       | Líder              | Parlament Hel·lènic | Parlament Hel·lènic | Parlament Hel·lènic | Parlament Hel·lènic | Parlament Hel·lènic | Posició | Govern      |
| Any       | Líder              | Vots                | %                   | +/−                 | Escons              | +/−                 | Posició | Govern      |
| --------- | ------------------ | ------------------- | ------------------- | ------------------- | ------------------- | ------------------- | ------- | ----------- |
| 2019      | Kiriakos Velopulos | 208.805             | 3,7%                | Nou                 | 10 / 300            | Nou                 | 5è      | Oposició    |
| 2023 (I)  | Kiriakos Velopulos | 262,529             | 4.45%               | +0.75               | 16 / 300            | 6                   | 5è      | Anticipades |
| 2023 (II) | Kiriakos Velopulos | 231,378             | 4.44%               | −0.01               | 12 / 300            | 4                   | 6è      | Oposició    |

### Parlament europeu
| Parlament europeu | Parlament europeu  | Parlament europeu | Parlament europeu | Parlament europeu | Parlament europeu | Parlament europeu | Parlament europeu | Parlament europeu |
| Any               | Líder              | Vots              | %                 | +/−               | Escons            | +/−               | Pos.              | Grup              |
| ----------------- | ------------------ | ----------------- | ----------------- | ----------------- | ----------------- | ----------------- | ----------------- | ----------------- |
| 2019              | Kiriakos Velopulos | 236.349           | 4.18%             | Nou               | 1 / 21            | Nou               | 6è                | ECR               |
| 2024              | Kiriakos Velopulos | 369,727           | 9.30%             | + 5.12            | 2 / 21            | 1                 | 4t                | ECR               |